# 溫亞德萊克 (密歇根州)
溫亞德萊克（英語：Vineyard Lake）是位於美國密歇根州傑克遜縣哥倫比亞鎮區及諾維爾鎮區的一個普查規定居民點。

## 人口
根據2020年美國人口普查的數據，溫亞德萊克的面積為8.89平方千米，當中陸地面積為6.64平方千米，而水域面積為2.25平方千米。當地共有人口992人，而人口密度為每平方千米111.59人。